# Säkerhetsteater
Säkerhetsteater (engelska: Security theater) är ett begrepp som avser införandet av åtgärder avsedda att skapa en känsla av ökad säkerhet men som egentligen gör lite eller inget för att faktiskt uppnå ökad säkerhet.
En hög säkerhetsnivå kan skapa en känsla av att det måste finnas ett hot, och finns det ett hot kan det upplevas som att det är bra att säkerhetsnivån är hög. En strävan efter garanterad trygghet kan etablera en kultur av rädsla.
Vissa experter, som Edward Felten, har kallat den utökade säkerheten vid flygplatser efter 11 september-attackerna för säkerhetsteater.